# Ивенская культура
Ивенская культура — археологическая культура бронзового века (XVIII—XVI века до н. э.).

## Экономика
Экономика ивенской археологической культуры была основана на сельском хозяйстве. Селения ивенцев расположены на плодородных почвах Куявы и Вислы. На небольшом холме в Бискупине были обнаружены следы узкой траншеи, окружавшей пространство в 39 акров. Эту постройку интерпретируют как крааль — ферма для крупного рогатого скота, окруженная рвом. Во рву были найдены кости животных — как разводимых (крупный рогатый скот, свиньи, лошади и собаки), так и диких (зубр, благородный олень, косуля). Также, обнаружены кости рыб (плотва, окунь, карп) и раковины двустворчатых моллюсков. Это означает, что экономика этой культуры использовала все методы получения пищи.